# مونتاکوتو
مونتاکوتو (به ایتالیایی: Montacuto) یک کومونه در ایتالیا است که در استان آلساندریا واقع شده‌است.

## خصوصیات
مونتاکوتو ۲۳٫۷ کیلومترمربع مساحت و ۳۳۵ نفر جمعیت دارد و ۵۲۵ متر بالاتر از سطح دریا واقع شده‌است.